# Peter Liljeström
Peter Liljeström (* 1951) ist ein schwedischer Virologe und Immunologe.
Er ist Professor in der Abteilung Mikrobiologie, Tumor- und Zellbiologie am Karolinska-Institut (Assistenzprofessor seit 1992, ab 1996 Professor).
1996 bis 2012 war er Chef der Abteilung Impfstoffe am schwedischen Institut für die Kontrolle von Infektionskrankheiten (Swedish Institute for Communicable Disease Control) in Stockholm und leitete somit 16 Jahre lang die Impfkampagnen in Schweden.
Er forscht über Impfstoffentwicklung, molekulare Virologie und Virus-Wirt-Beziehung. Liljeström entwickelte eine Vektor-Plattform für RNA-Impfstoffe (RNA-Replikons), basierend auf dem Semliki-Forest-Virus in Mäusen. Damit gelang ihm 1994 die Impfung von Mäusen gegen Influenza mit dem Nachweis einer starken, anhaltenden Immunantwort. Nach eigenen Worten begannen die Versuche schon 1988 und er wollte darüber eigentlich nicht publizieren, was er erst tat, als auch andere daran arbeiteten. Er wollte die Methode damals auch weiterentwickeln, fand aber keine Geldgeber, da mRNA als zu riskant als Basis für Impfstoffe galt. Die Methode wurde später sowohl in der Krebsbekämpfung als auch gegen Viren eingesetzt. Er gilt damit auch als einer der Begründer der RNA-Impfstoffe, die in der COVID-19-Pandemie erfolgreich wurden nach einer jahrzehntelangen Weiterentwicklung. Die Methode diente aber auch allgemein der Proteinexpression.
Er hat fünf EU-Forschungsnetzwerke koordiniert und war Mitglied im Leitungskomitee der WHO für Flavivirus-Impfstoffe und neue Impfstoffe. Er ist im Rat von Eurovacc.

## Schriften
- mit Henrik Garoff: A new generation of animal cell expression vectors based on the Semliki Forest virus replicon, Bio/technology, Band 9, 1991, S. 1356–1361
- mit S. Lusa, D. Huylebroeck, H. Garoff: In vitro mutagenesis of a full-length cDNA clone of Semliki Forest virus: the small 6,000-molecular-weight membrane protein modulates virus release, Journal of Virology, Band 65, 1991, S. 4107–4113
- mit P. Berglund, M. Sjöberg, H. Garoff, G. J. Atkins. B. J. Sheahan: Semliki Forest virus expression system: production of conditionally infectious recombinant particles, Bio/Technology, Band 11, 1993, S. 916–920
- X. Zhou, P. Berglund, G. Rhodes, S. E. Parker. M. Jondal, P. Liljeström: Self-replicating Semliki Forest virus RNA as recombinant vaccine, Vaccine, Band 12, 1994, S. 1510–1514
- mit P. Berglund, Ioannis Tubulekas: Alphaviruses as vectors for gene delivery, Trends in Biotechnology, Band 14, 1996,  S. 130–134
- mit P. Berglund, C. Smerdou, M. N. Fleeton: Enhancing immune responses using suicidal DNA vaccines, Nature Biotechnology, Band 16, 1998, S. 562–565
- mit O. Schulz, Caetano Reis e Sousa u. a.: Toll-like receptor 3 promotes cross-priming to virus-infected cells, Nature, Band 433, 2005, S. 887–892
- mit A. Pichlmair, Caetano Reis e Sousa u. a.: RIG-I-mediated antiviral responses to single-stranded RNA bearing 5'-phosphates, Science, Band 314, 2006, S. 997–1001
- mit K. Ljungberg: Self-replicating alphavirus RNA vaccines. Expert review of vaccines. Band 14,  2015, Nr. 2, S. 177–194.